# 廓育ち
『廓育ち』（くるわそだち）は、1964年の日本映画。主演：三田佳子、監督：佐藤純彌。製作：東映東京撮影所、配給：東映。川野彰子の同名小説の映画化。

## 概要
監督の佐藤は三田佳子の初主演作と述べており、『月刊平凡』1964年11月号には「三田佳子の本格的な主演作」と書かれている。三田初めての大役であった。
封切り当初は成人指定ではなかったが、DVDの復刻版では成人指定されている。
男のオモチャにすぎない娼婦の悲しみを、廓の生活を背景に描く。女優4年目の三田佳子が"清純派"のレッテルを返上して新生面を切り拓こうと熱演した。

## ストーリー
売春防止法施行前の京都島原廓。たみ子（三田佳子）は島原で育てられ、性教育も受けさせられるが、自分なりの向上心を持っていた。廓の世界から逃げ出そうと高校受験に合格し、進学したが、「たみ子は廓の子だ」という旨の匿名の投書があり、高校を退学になってしまう。「教育を受ける機会は誰にでも与えられてるんじゃないの！」というたみ子の憲法論も世間の偏見には意味をなさなかった。医学生（梅宮辰夫） のボーイフレンドもいたが、実はその医学生はただエッチがしたいだけで、いいところのお嬢さんと結婚してしまう。夢破れたたみ子は、あるお偉いさんの妾になることになったが、悔しかったたみ子はそのお偉いさんを毒殺してしまう。

## キャスト
- たみ子：三田佳子
- たみ子少女時代：小野恵子
- たみ子少女時代：畠山淑子
- 宮子：佐々木愛
- お仙：三益愛子
- 新田茂己：梅宮辰夫
- 弥介：中村賀津雄
- 千代松：進藤英太郎
- お春：荒木道子
- 雪枝：塚原佳穂理
- 雪枝少女時代：岡田由紀子
- つた江：緑魔子
- 修治：高城裕二
- 大木：原田甲子郎
- 塚田：宮口精二
- お辰：牧よし子
- 洋子：相生千恵子
- 月子：谷本小夜子
- 花子：東百合子
- 万春のおとうさん：三津田健
- お吉：山本緑

## スタッフ
- 監督：佐藤純彌
- 原作：川野彰子
- 脚色：棚田吾郎
- 企画：辻野力弥、本田延三郎、吉田達
- 撮影：飯村雅彦
- 美術：金子元明
- 音楽：佐藤勝
- 録音：大谷政信
- 照明：元持秀雄
- 編集：長沢嘉樹

## 製作

### 企画
1963年に岡田茂東映東京撮影所（以下、東映東京）所長が、佐久間良子を売り出すため企画した同じ京の廓を題材にした『五番町夕霧楼』が大ヒットしたため、廓もの第二弾として本作が企画された。
売春婦（娼婦）を扱った映画は、『夜の女たち』『肉体の門』『赤線基地』『赤線地帯』『洲崎パラダイス赤信号』『太夫さん』『赤線の灯は消えず』など古くから数多く製作された。しかしそれらの映画は売春婦の生態を描くもので、性行為の場面を見せ物にした映画ではなかった。『五番町夕霧楼』と翌1964年公開された『砂の女』（勅使河原プロ製作、東宝配給）の性描写が話題を呼び、各社、セックスを扱う映画が量産される切っ掛けになった。当時の低調な映画業界にとってはエロ・ブームなる福の神であった。本作『廓育ち』や、日活『肉体の門』、松竹『にっぽん・ぱらだいす』などが、このエロ・ブームによって製作された。

### 撮影
実際に京都島原廓で撮影を行ったが、東映は東映東京と東映京都撮影所（以下、東映京都）の仲が悪いため、協力が得られず。撮影中にヤクザに取り囲まれ「挨拶がないから、ここから一歩も出さない」と脅された。仕方なく東映京都に助けを求め、東映京都の暴力団係が駆け付け、話を付けて、無事脱出できた。　
三田佳子は入社時から東映のホープとして期待されていたが、現場にはいつも母親が付き添って来るため、佐藤監督が「仕事場には母親は連れて来ない方がいい」とアドバイスした。三田も本作は重要作になると認識し、意気込みが凄かったという。京言葉は先斗町の芸者に就いてみっちり教わった。
当時は白黒映画とカラー映画の端境期であったが、本作がカラー作品となったことで、東映東京で一番カラーフィルムを勉強していた飯村雅彦がカメラに抜擢された。

## 評価
津村秀夫は「東映女優陣のホープといわれながら、二、三年決定打のなかった三田佳子が本作でようやく鉱脈を掘り当てた感じである。『五番町夕霧楼』の佐久間良子に勝るとも劣らない、女の執念の激しさを見せる。性格は多分キツイ人と思うが、失礼ながら彼女にこんな根性があるとは思わなかった。例えば病める義母を蹴りつける演技には驚いた」などと評した。
荻昌弘は「『廓育ち』は画面の表情にコクこそ足りないが、なかなか首尾整った力作である。低俗な色情ものではない。単に廓の風俗人情映画にもとどまっていない。昨秋の『五番町夕霧楼』の格には及ばないが廓という日本独自の特殊社会を捉えることで、興味深い"日本と日本人"の追求をここでも続けている。川野彰子の原作を棚田吾郎が脚色、佐藤純彌が監督した。まずこの脚色が常法ながらかなりの構築といってよく、理詰めな組み立てだ。その点をさらに整然とさせたのは佐藤の演出である。この三作目の新人が、終始、呼吸の乱れも見せず、感情の激発も知らず、表現のアイマイさにも落ちず、メトロノームのような落ち着いたリズムで女の悲劇一編を描き切った筆力に正直目を見張る。題材からすれば、もっとまったりした情趣やあぶら気も欲しいと考えた筈だが、日本映画では珍しく確実味に達した演出である。この演出によく助けられ、時によく押さえられて、三田佳子はヒロインを無難にまとめ上げた。お茶屋の女将という貫禄は、素人の私が見てさえ足りないが、暗い古い世界で"不幸にも"利発に育ってしまった女の悲劇は、彼女の細い身体に切なく出ていた。しかし、ここで全編を食うほどの哀しい好演を見せるのはお茶屋の下働きという宿命にニコニコと甘んじる娘、佐々木愛である。下卑なメロドラマ調に落ちぬその濃厚な芝居作りの正確さは、新進とも思えない充実ぶりだ。彼女の亭主となる中村賀津雄のきめ細かい好演技とともに、見事な収穫であった。花魁道中をクライマックスとする飯村雅彦の豊麗重厚な色彩撮影にも注目である」などと評した。
三田佳子は会社の期待に応え、廓で生まれ育った女性が逞しく生きてゆく様を見事に演じて、ミリオンパール賞主演女優賞を受賞し、ライバル佐久間良子に追いついたと評された。
『シナリオ誌』から「廓の女の生態を見つめた」と、1964年の東映作品として『仇討』『路傍の石』『鮫』『宮本武蔵 一乗寺の決斗』『大殺陣』『幕末残酷物語』『江戸犯罪帳 黒い爪』『くノ一忍法』『十兵衛暗殺剣』『忍者狩り』『車夫遊侠伝 喧嘩辰』『狼と豚と人間』『ジャコ万と鉄』『二匹の牝犬』『悪女』『散歩する霊柩車』『牝』『肉体の盛装』と共に高い評価を受けた。

## 影響
三田は佐久間が『五番町夕霧楼』で一気に東映の看板女優になると、同じ京都の廓もの『廓育ち』を演じて演技開眼と騒がれ、ライバル意識を明確にし、映画業界から「あれほどライバル意識を燃やしているライバルもない。リッパだ」と褒められた。各社人気のバロメーターである映画会社のカレンダーに、東映は1965年度版に女優では佐久間と三田だけ単独での起用を決めると先輩の佐久間がクレームを付け、佐久間が正月、三田を九月に変更し、佐久間が矛を収めた。三田の抬頭は佐久間を緊張させた。東映は三田の将来性を大いに買って、一気に売り出そうと『赤いダイヤ』『仇討』の後、1965年のオールスター正月大作『徳川家康』に起用を予定するなど（降板）、三田を売り出した。二人の共演を予定していた映画にどちらかが降板を申し出ることも増え、また東映も佐久間と三田のライバル関係を煽るような宣伝をし、マスメディアもそれに乗った。三田はこの頃から東映にとどまる限り、佐久間を越えるのは不可能と東映退社を考え始めたといわれる。

## 同時上映
『竜虎一代』
- 主演：高倉健 / 監督：小林恒夫